# Percy Williams Bridgman
Percy Williams Bridgman (Cambridge, EUA 1881 - Randolph 1961) fou un físic i professor universitari estatunidenc guardonat l'any 1946 amb el Premi Nobel de Física.

## Biografia
Va néixer el 21 d'abril de 1881 a la població de Cambridge, situada a l'estat nord-americà de Massachusetts. Va estudiar física a la Universitat Harvard, exercint a partir de 1919 com a professor en aquesta universitat. Fou membre de la delegació estrangera de la Royal Society britànica.
Després de ser-li diagnosticat un càncer, Bridgman se suïcidà el 20 d'agost de 1961 a la població de Randolph, a l'estat nord-americà de Nou Hampshire.

## Recerca científica
El 1905 inicià les seves investigacions de certs fenòmens atmosfèrics sota la influència de pressió. A causa d'un malfuncionament de la maquinària va modificar la seva màquina de pressió, i el resultat fou que havia inventat un nou enginy, el qual el permetria crear pressions per sobre de 100.000 kg/cm². Això va suposar una millora enorme respecte a la instrumentació anterior, en la qual les pressions podien arribar solament fins als 3000 kg/cm².
Amb aquest nou aparell va investigar l'efecte de la pressió sobre la resistència elèctrica, i les condicions sòlides i fluides sota pressió. Així mateix també estudià la conducció elèctrica en metalls, les característiques de certs cristalls i desenvolupà una gran tasca divulgativa.
El 1946 fou guardonat amb el Premi Nobel de Física pel seu treball sobre la física d'altes pressions.
Fou un dels 11 signataris del manifest Russell-Einstein realitzat l'any 1955. Aquell mateix any sotmetent grafit a pressions de 20.000 a 30.000 atm a temperatures de 3.000 °C va obtenir diamants sintètics, la producció industrial dels quals va ser empresa poc després.